# Friday the 13th: A New Beginning
Friday the 13th: A New Beginning es una película de terror estadounidense del año 1985 dirigida por Danny Steinmann y protagonizada por Melanie Kinnaman, John Shepherd y Shavar Ross. Es la quinta entrega de la franquicia de Viernes 13, que dio inicio en 1980. La película está ambientada en un centro de rehabilitación, donde Tommy Jarvis -quien mató a Jason Voorhees cuando era un niño- teme de nuevo por su vida cuando un nuevo asaltante enmascarado inicia una serie de brutales asesinatos. La película cuenta con una pequeña aparición de Corey Feldman, quien se encargó de interpretar el papel de Tommy en el filme anterior.
A New Beginning presenta un alto número de asesinatos. Más allá de su contenido altamente violento, la película también se ha hecho conocida por sus escenas de sexo, así como por el frecuente uso de drogas. El libro de Peter Bracke, Crystal Lake Memories: The Complete History of Friday the 13th, detalla que detrás de las escenas, la producción estuvo plagada de un fuerte consumo de drogas.
Rodada en California en 1984 con un presupuesto de 2,2 millones de dólares, A New Beginning se estrenó en teatros el 22 de marzo de 1985 y recaudó 22 millones de dólares en la taquilla estadounidense. Inicialmente, la cinta planeaba establecer una nueva trilogía de películas con un villano diferente para la serie pero, tras una decepcionante recepción por parte de los fanáticos y un fuerte descenso en los ingresos de taquilla comparada con sus antecesoras, el asesino Jason Voorhees fue traído de vuelta para la siguiente entrega, Jason Lives, y ha sido el principal antagonista de la serie desde entonces. Además de los escasos ingresos de taquilla, la mayoría de los críticos le dieron reseñas negativas, haciendo énfasis en los excesivos niveles de violencia y en la vacuidad del guion.

## Argumento
Varios años después de la muerte de Jason Voorhees, un adolescente Tommy Jarvis es atormentado por las pesadillas del asesino en masa, lo que causa que sea internado en numerosos hospitales psiquiátricos. Finalmente es trasladado a un campamento para adolescentes huérfanos, rebeldes y con problemas mentales, el cual es administrado por el Dr. Matt Letter y su asistente Pam Roberts. Allí, Tommy conoce a otros adolescentes internados, los amantes Eddie Kelso y Tina McCarthy, el tartamudo Jake Patterson, la gótica Violet Moraine, la seria Robin Brown, el comensal compulsivo Joey Burns y el joven Reggie Winter, cuyo abuelo George Winter trabaja como cocinero del campamento. El grupo no es del agrado de su vecina Ethel Hubbard, ya que Eddie y Tina se han acostumbrado a tener relaciones sexuales en su propiedad. Por esta razón, Matt prohíbe al grupo aventurarse fuera del campamento.
Victor Faden, otro paciente del campamento, sufre un ataque de locura provocado por la impertinencia de Joey y lo mata brutalmente con un hacha, lo que lleva a su arresto. Esa noche, dos engrasadores Vinnie y Pete son asesinados por un asaltante desconocido después de que su auto se descompone, y una mesera y su novio mueren a la noche siguiente. El alguacil plantea la hipótesis de que Jason Voorhees ha vuelto a la vida y es el causante de los asesinatos, mientras que el propio Tommy se convierte en un sospechoso.
A la mañana siguiente, unos desobedientes Eddie y Tina van al bosque y tienen relaciones sexuales. Son descubiertos por el granjero de Ethel, Raymond Joffroy, quien es asesinado poco después por el asesino. Después de regresar de lavarse en el arroyo, Eddie descubre que Tina ha sido asesinada y poco después es asesinado por el asesino. Mientras tanto, Reggie le ruega a su abuelo que visite a su hermano Demon, que acaba de regresar a la ciudad, y Pam se ofrece a acompañarlo mientras lleva a Tommy. Mientras Pam y Reggie disfrutan de unas enchiladas con Demon y su novia, Tommy conoce al hijo de Ethel, Junior, y se pelea con él, pero luego huye al bosque después de darse cuenta de sus acciones. Después de que Pam y Reggie se van a buscar a Tommy, Demon tiene un caso grave de diarrea por las enchiladas y corre hacia la letrina. Mientras usaba la letrina, él y su novia son asesinados por el mismo asesino. Tras el regreso de Pam y Reggie al campamento, son advertidos de la desaparición del abuelo de Matt y Reggie. Pam va a buscarlos y Reggie va con Violet, Jake y Robin. En ese momento, Ethel y Junior son asesinados, al igual que Jake, Robin y Violet después de que Reggie se duerme. Reggie se despierta justo cuando Pam regresa y descubren los cadáveres del trío en la habitación de Tommy. Momentos después, el asesino, aparentemente siendo Jason Voorhees resucitado, irrumpe en la casa y entra a la habitación.
Después de una larga persecución en la que Pam y Reggie encuentran los cadáveres del abuelo de Reggie y Matt, Jason es golpeado por un tractor y luego atraído a un granero. Tommy regresa y es atacado por Jason, pero se defiende. Finalmente, Tommy lanza a Jason desde la ventana del desván a una grada de tractor, matándolo instantáneamente. En el proceso, la máscara de hockey del asesino se quita, revelando que en realidad es Roy Burns, uno de los paramédicos que llegaron a la escena después del asesinato de Joey. Más tarde, la policía identifica a Roy como el padre de Joey y determina que se volvió loco después de la muerte de su hijo y buscó venganza inspirado en las historias de las matanzas de Jason. Mientras se recupera en el hospital, Tommy tiene otra alucinación de Jason, pero se enfrenta a sus miedos y lo hace desaparecer. Luego oye que Pam se acerca y rompe la ventana para que parezca que se ha escapado. Cuando Pam entra corriendo, Tommy aparece detrás de la puerta con la máscara de hockey de Roy y empuñando un cuchillo de cocina.

## Reparto
| Actor                | Personaje                                             |
| -------------------- | ----------------------------------------------------- |
| Melanie Kinnaman     | Pam Roberts                                           |
| John Shepherd        | Tommy Jarvis                                          |
| Shavar Ross          | Reginald "Reggie" Winter                              |
| Richard Young        | Matthew Letter                                        |
| Marco St. John       | Sheriff Tucker                                        |
| Juliette Cummins     | Robin Brown                                           |
| Carol Locatell       | Ethel Hubbard                                         |
| Vernon Washington    | George Winter                                         |
| Tiffany Helm         | Violet                                                |
| Jerry Pavlon         | Jake                                                  |
| Caskey Swaim         | Duke                                                  |
| John Robert Dixon    | Edward "Eddie" Kelso                                  |
| Debi Sue Voorhees    | Tina                                                  |
| Mark Venturini       | Víctor "Vic" Jaden                                    |
| Anthony Barrile      | Vincent "Vinnie" Manalo                               |
| Dominick Brascia     | Joey Burns                                            |
| Richard Lineback     | Diputado Dodd                                         |
| Corey Feldman        | Tommy Jarvis de doce años                             |
| Dick Wieand          | Roy Burns                                             |
| Ron Sloan            | Junior Hubbard                                        |
| Miguel A. Núñez, Jr. | Demon                                                 |
| Jeré Fields          | Anita                                                 |
| Bob de Simone        | Billy Macauley                                        |
| Rebecca Wood         | Lana                                                  |
| Todd Bryant          | Neil Coke                                             |
| Curtis Conaway       | Les Lesaned                                           |
| Sonny Shields        | Raymond                                               |
| Ric Mancini          | Alcalde Cobb                                          |
| William Caskey Swaim | Duke Johnson                                          |
| Suzanne Bateman      | Enfermera Yates                                       |
| Eddie Matthews       | Alguacil                                              |
| Chuck Wells          | Alguacil                                              |
| Tom Morga            | Jason Voorhees/ Roy Burns (enmascarado)               |
| John Hock            | Doble de Roy                                          |
| Kimberly Beck        | Trish Jarvis (Material de Archivo/Foto,No acreditada) |
| Joan Freeman         | Tracy Jarvis (Foto, Sin acreditar)                    |

## Producción
A New Beginning fue publicitada bajo un título falso, Repetition, y muchos de los actores de la película no se dieron cuenta de que se trataba de una entrega de la saga de Viernes 13 hasta después de haber sido elegidos en sus papeles. Entre el desconocido reparto se encontraba el actor principal John Shepherd, que pasó varios meses como voluntario en un hospital mental estatal para prepararse para el papel, y que se sintió "realmente decepcionado" al descubrir que Repetition era en realidad la quinta entrega de la saga de Viernes 13. El actor Dick Wieand declaró: "no fue hasta que vi la película ya realizada que me di cuenta de la basura que era. Es decir, conocía la reputación de la serie, pero siempre esperas que la tuya salga mejor", y el director Danny Steinmann afirmó: "prácticamente filmé una maldita película porno en el bosque", refiriéndose a la cantidad de escenas de sexo que fueron rodadas y que fueron reducidas en la versión final.
De acuerdo con las notas del DVD Friday the 13th: Return to Crystal Lake, Corey Feldman no pudo aparecer en plenitud en la película como resultado de su participación en el filme de corte infantil Los Goonies, que se estrenó el mismo año que A New Beginning. Feldman filmó las escenas de su cameo un domingo, ya que ese era su día libre. El material fue filmado en el patio trasero de la casa de su familia en Los Ángeles con una máquina de lluvia.
Se trata de la única entrega de la serie que presenta un diseño de máscara de hockey con dos triángulos azules apuntando hacia abajo, a diferencia de la variante más común de tres triángulos rojos, con los dos inferiores apuntando hacia arriba. También es la segunda película en la que el asesino principal no es Jason Voorhees, al igual que en la primera cinta de la saga, Friday the 13th de 1980, en la que la madre de Jason, Pamela Voorhees, es la responsable directa de la matanza.

## Estreno
La película se estrenó el 22 de marzo de 1985, en 1759 pantallas. Debutó en la primera posición en su fin de semana de apertura con una recaudación de más de ocho millones de dólares, superando a la secuela de comedia sexual adolescente Porky's Revenge, a la película biográfica Mask, a la cinta de artes marciales de Berry Gordy The Last Dragon y a la película de corte infantil Disney Baby: Secret of the Lost Legend. A New Beginning logró recaudar 22 millones de dólares en la taquilla estadounidense, situándose en el número 41 de la lista de las películas más taquilleras de 1985.

## Recepción
En el sitio web Rotten Tomatoes, el filme cuenta con un escaso 16% de aprobación basado en 19 revisiones, con una calificación promedio de 3.18 sobre 10.
Gene Siskel del Chicago Tribune criticó la película por la falta de originalidad que se percibe en el guion: "La nueva película no es realmente nueva. El mismo asesino -un tipo con una máscara de hockey y un machete- sigue persiguiendo a un montón de jóvenes, la mayoría de ellos internos de un hospital psiquiátrico", añadiendo que "hay poco suspense". La crítica en la revista Variety rezó que: "La quinta película de Viernes 13 reitera una crónica de matanzas con aún menos variación que sus predecesoras". Vincent Canby del New York Times escribió: "Vale la pena reconocerla sólo como un artefacto más de nuestra cultura".
Una reseña de la revista británica de cine Films and Filming criticó su redundancia en comparación con las secuelas anteriores, señalando: "Los bosques son realmente espeluznantes, especialmente cuando hay una de esas tormentas gigantescas. Y espera a ver lo que pasa cuando Jason inserta a este pobre tipo en un retrete".
Henry Edgar del Daily Press escribió: "Si te gustan las otras entregas de esta serie, te gustará esta. Si no es así, aléjate. Jason tiene sus propios seguidores y parece dispuesto a continuar el derramamiento de sangre para siempre". Steve Davis de The Austin Chronicle criticó la violencia excesiva y redundante de la película, señalando que presenta "los mismos gritos, las mismas persecuciones interminables, los mismos pechos, la misma sangre, la misma hacha, la misma falta de explicación y el mismo final preparado para otra secuela. ¿Existe un patrón que surge aquí? En resumen: lo mismo de siempre". Scott Meslow de GQ calificó la película como "la entrega más sangrienta y desquiciada" de la serie, señalando los 22 asesinatos que se muestran en pantalla. Leonard Maltin le otorgó cero estrellas de calificación, afirmando: "Un título ingenioso para entregar más gore, tan espantoso y asqueroso como siempre".
Escribiendo para la revista Slant, Jeremiah Kipp escribió: "Hay más trama que de costumbre, involucrando al sobreviviente de Jason, Tommy Jarvis, preguntándose si el amontonamiento de cadáveres se puede achacar a Jason, a un imitador o a él mismo. El tono es crudo, grosero y lascivo, con escenas de asesinatos combinadas con más escenas de desnudos que de costumbre".